# 국립 통계 경제 연구소
국립 통계 경제 연구소(Institut national de la statistique et des études économiques; Insee 또는 INSEE)는 프랑스의 공식 통계 산출, 분석 및 간행을 담당하는 국가 통계 기관이다. 프랑스의 연도별, 분기별 국가 회계, 인구 및 실업률 추산 등을 맡고 있다. 국립 통계 경제 연구소는 프랑스 경제 재정부에 속한 기관이나, 실질적으로는 프랑스 정부로부터 독립하여 활동하는데, 이 독립성은 법적으로 보장되었다. 2012년 3월부터 국장은 장뤽 타베르니에(Jean-Luc Tavernier)이다.
국립 통계 경제 연구소의 주 역할로는
- 인구 조사 기획 및 활용, 프랑스 인구를 다양한 수치로 간행
- 기업과 가계에 대한 공공 조사 (정기적 또는 부정기적)
- 프랑스와 관련된 주요 경제 지표 평가 (GDP, 프랑스 실업률, 고용률, 빈곤율 등)
- 여러 지수 산출 및 간행

등을 들 수 있다.
국립 통계 경제 연구소는 또한
- BRPP(base des répertoires des personnes physiques; 자연인 명부 데이터베이스)
  - RNIPP(répertoire national d’identification des personnes physiques; 국가 자연인 신원 확인 명부), 특히 보통 사회 보장 번호로도 불리는 NIRPP 또는 NIR(numéro d’inscription au répertoire des personnes physiques; 자연인 명부 등록 번호)가 여기 포함되어 있음
  - FE(fichier général des électeurs; 선거인 명부)
- SIRENE(système national d'identification et du répertoire des entreprises et de leurs établissements; 국가 신원 확인 체계 및 기업·사업소 목록)

등의 목록 역시 관리한다.

## 같이 보기
- INSEE 코드